# Mike Rowe
Michael Gregory Rowe (Baltimora, 18 marzo 1962) è un conduttore televisivo statunitense,  noto per essere il presentatore del programma Lavori sporchi su Discovery Channel o su DMAX.

## Biografia
Nato a Baltimora, entra nei Boy Scouts of America e raggiunge il livello di Eagle Scout il 2 gennaio 1976 a 14 anni. 
Da bambino frequenta la chiesa presbiteriana Kenwood Presbyterian Church e poi studia alla Overlea High School.
Frequenta il college dell'Essex Community College dove frequenta il teatro e il coro del college, poi si laurea in scienze della comunicazione alla Towson University di Towson, non lontano da Baltimora.
Canta brevemente nel coro a cappella Chorus of the Chesapeake di Dundalk nel Maryland.
Nei primi anni '90 entra nel mondo del piccolo schermo, inizialmente facendo televendite per il canale televisivo QVC.
Dal 2001 al 2005 conduce l'Evening Magazine della tv di San Francisco, KPIX-TV. Nel 2002 presenta il reality show della TBS Worst Case Scenarios e The Most per History Channel. Dal 2005 è conduttore del programma televisivo di Discovery Channel Lavori sporchi, ed è presentatore della serie di Discovery Channel Deadliest Catch
Rowe inoltre è stato ospite come voce in una puntata del 2007 di American Dad e ha fatto diverse pubblicità per i Ford F-Series, pick-up della Ford e per la Ford Sync, la Ford, la Lincoln-Mercury, per la W. W. Grainger.
Nel 2010 è apparso nella pubblicità della Motorola IDEN e per la Caterpillar.
Tuttora vive a San Francisco.

### Attivismo
Nel Labor Day 2008 Rowe ha aperto un sito, MikeRoweWorks.com, focalizzato sul declino dei lavori degli operai e sullo stato fatiscente delle infrastrutture.